# Le Grand-duc
Le Grand-duc est une huile sur toile du peintre français Édouard Manet réalisée en 1881. Cette nature morte représente la charogne d'un grand-duc. Elle est conservée dans la collection Emil G. Bührle, à Zurich.